# Беттингер, Франц фон
Франц фон Беттингер (нем. Franziskus von Bettinger; 17 сентября 1850, Ландштуль, Пфальц, королевство Бавария — 12 апреля 1917, Мюнхен, королевство Бавария, Германская империя) — баварский и немецкий кардинал. Архиепископ Мюнхена и Фрайзинга с 6 июня 1909 по 12 апреля 1917. Кардинал-священник с 24 мая 1914, с титулом церкви Сан-Марчелло с 28 мая 1914.